# ジビエ

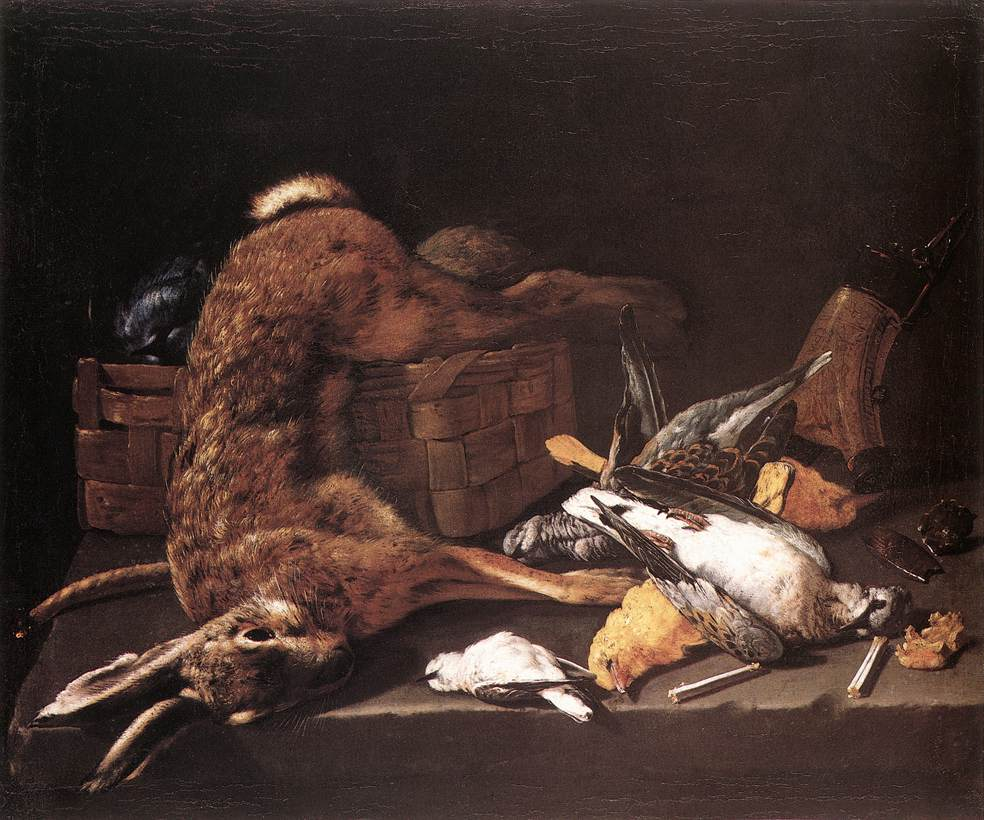
捕獲されたジビエ（ジュゼッペ・レッコ作）

ジビエ（仏: gibier）とはフランス語であり、狩猟によって、食材として捕獲された狩猟対象の野生の鳥獣、またはその肉を指す。英語圏ではゲーム（game）または、クワォリー（quarry）と呼ばれ、獲物を意味する。日本語には野生鳥獣肉と訳される。畜産との対比として使われる狩猟肉のことである。
本来はハンターが捕獲した完全に野生のもの（仏: sauvage、ソヴァージュ）を指すが、供給が安定しない、また入手困難で高価になってしまうといった理由で、飼育してから一定期間野に放ったり、また生きたまま捕獲した後に餌付けしたりした動物もドゥミ・ソヴァージュ（仏: demi sauvage、半野生）と呼ぶ場合もある。
近年では農作物被害対策として狩猟された鳥獣肉を「ジビエ」として供給するビジネスが徐々に拡大しつつある。生または加熱不十分な野生鳥獣の肉には、E型肝炎ウイルス、腸管出血性大腸菌または寄生虫による食中毒や寄生虫のリスクがあるため中心部まで火が通るように加熱調理が必要である。

## 工程
ジビエのハンティングでは、銃弾の種類によっては可食部分が大きく損傷してしまったり、内臓が飛び散って味が悪くなってしまったりすることがある。ジビエ特有の獣臭は血抜きの技術に大きく左右され、血が残っているほど臭いは強くなる。
逃げ回った獣は体温が上昇しており、なるべく早く肉を冷やさないと急速にうま味が損なわれると信じられている。そのため仕止めた後も、血抜きや解体といった処理を行う習慣がある。解体は内臓を摘出し、一旦きれいな水で肉を冷却し、皮を剥いで脱骨や精肉をする。
最近のジビエブームでは、獲ってすぐに食べるのではなく、数日から1か月程かけて熟成（仏: faisandage、フザンダージュ）させてから調理することを主張する者もいる。熟成肉には後述の国産ジビエ認証制度まで長らく統一規格が存在せず、稚拙な方法を用いれば食中毒や有害カビ増殖など、健康被害のリスクを高めることになる。
解体処理施設まで50-100㎏近い巨体の動物を山から移動させるのは大変である。移動式解体処理車（ジビエカー）という移動式の処理施設もあるが、導入コストも高く採算に合わないとして補助金が得られないケースもある。

## 旬
野生の鳥獣は冬に備えて体に栄養を蓄えるため、秋がジビエの旬となる。これはジビエの胃の内容物を調べることでよくわかる。冬季にはジビエの餌となる果実などが減少するため、年越し頃から一般に肉質は低下する。また、繁殖期前は脂が乗り味が良くなるが、繁殖期を過ぎると一気に味が落ちる。夏バテをしやすい動物もいる。旬を見極めるには知識が必要である。ヨーロッパではエボラ出血熱（EVD）の流行とともに政府や自治体により、ジビエの取り扱い（解体法･調理法）に注意喚起を促す広報活動が行われている。

## 主なジビエ

### 鳥類
マガモ（colvert、コルヴェール、真鴨）
血の色が濃く、野趣に満ちた味を持つ。雌の方が脂肪層が厚く、風味も強いとされている。ちなみにコルヴェールとは「緑の首」という意味であり、日本語での鴨の異称である「青頸」（あおくび）と同義である。
アヒル（canard、カナール）
鴨が家禽化されたものだが、ドゥミ・ソヴァージュによってジビエとなる。シャランデ鴨（Canard challandais）が特に有名で、雛を一週間飼育した後に2か月ほど自然の中で生育させる。屠殺する場合は針を打って仮死状態にした後、窒息死させる。
ヤマウズラ（perdreau、ペルドロー）

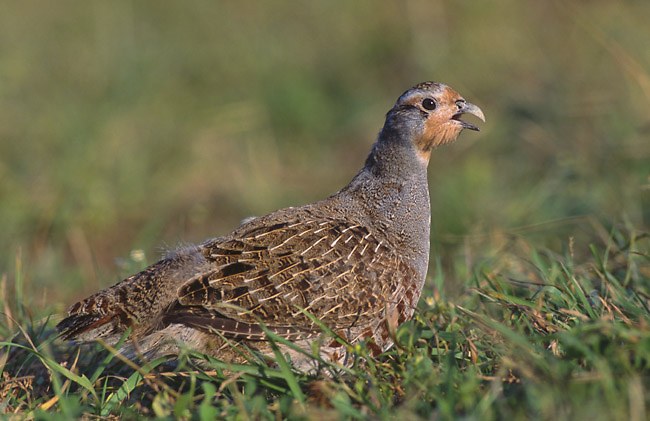
ヤマウズラ（ペルドリ）

代表的な鳥のジビエ。1歳以下の若鳥をペルドローといい、それ以上をペルドリ（perdrix）と呼んで区別する。肉質は淡白な灰色のもの、野性味の強い赤色のものとがある。現在出回っているものはほとんどがドゥミ・ソヴァージュである。
キジ（faisan、フザン）
キジもポピュラーなジビエである。雄より雌の方が肉質が柔らかく、珍重される。なお、肉の熟成を意味する「フザンダージュ」は、キジのフランス名に由来している。
ライチョウ（grouse、グルーズ）
日本では天然記念物であるため狩猟できないが、フランスでは比較的よく見かけるジビエ。肉は赤身で、独特の香りがある。エゾライチョウは狩猟対象ではあるが、減少傾向にある。
ヤマシギ（bécasse、ベカス/ベキャス）
肉質は柔らかく、ジビエにしては繊細。内臓が特に珍重され、付けたまま料理される。また、裏漉しした内臓をソースに加える料理も多い。非常に希少価値が高く、乱獲されたため、こちらは逆にフランスで禁猟となっている。

### 獣類
熊肉、鹿肉、猪肉、カンガルー肉、象肉、アリゲーターミート
野ウサギ（lièvre、リエーヴル）
ジビエの中ではクセが強く、また肉質も硬くパサつきやすい。火の入れ方、スパイスやハーブの使い方など調理に気を遣う食材である。1匹を丸ごと煮込む「ロワイヤル」と呼ばれる調理法が代表的である。また、血をソース（シヴェ・ソース）のつなぎに使って野性味を強調することも多い。一方、家禽のウサギはラパン（lapin）と呼ばれ、リエーヴルよりも淡白な味わいで知られる。
シカ（chevreuil、シュヴルイユ）
クセの少ない淡白な赤身肉。ヨーロッパでは2歳くらいの個体を使う。頭や首の急所を狙って一発で即死させないと暴れて肉に血が回ってしまうため、ハンターの腕が問われるところである。血抜きも即座に行わなくてはならない。
イノシシ（sanglier、サングリエ）、仔イノシシ（marcassin、マルカッサン）
日本では成獣を狩るが、フランスでは肉が硬くなるのを嫌って、まだウリ坊の幼獣を対象とする。オス豚は若いころに去勢を行い肉に雄臭が出ないようにするが、野生では去勢など行っているはずもなく、特に発情期の雄は臭いがある。味、料理法等は豚肉に準じる。
クマ（ours、ウルス）
肉の大半は脂身で、口どけが良い。赤身は筋張って臭みがある。発酵温度が非常に高く、冷蔵庫では腐敗するので、冷凍に近い温度で熟成させる。シカやイノシシと違い、脱骨済みの部位で流通している。
アライグマ（ratons laveurs、ラトン・ラヴール）
ドイツ、フランス、日本に野生化し、駆除対象とされた北米原産アライグマは、近年ジビエとして現地にて利用され始めている。脂の下処理後の赤身肉のみを、香味野菜と長時間煮込む調理法が一般的。

## 日本におけるジビエ
古代には狩猟・肉食が行われていたが、不殺生戒を持つ仏教の普及により下火になった。しかしマタギを含めた猟師がシカやクマ、イノシシを獲っており、山岳地ではツグミやキジなどの野鳥も食べられていた。ウサギを一羽二羽と数えるのも、鳥と偽りながら食べられていた名残である。江戸時代の江戸においては近郊の農村から仕入れたその手の肉を取り扱うももんじ屋と呼ばれる店が存在していた。そのため、実際には日本人もジビエを食べてきたといえる。
明治時代以降、国民的に肉食が広まった。1990年代の中頃から、フレンチ食材としてのジビエが日本に輸入されるようになった。ピジョン（鳩）、コルヴェール、ペルドロー、フザン、リエーヴル、シュヴルイエなどがフランスから入ってきている。ただし全てがフランス産という訳ではなく、ベルギー、イタリア、スペイン、ドイツ、さらにはオーストリアなどで獲れたジビエがいったんフランスに集められる。これは日本における検疫の都合による。テレビ番組『料理の鉄人』で「ジビエ対決」が組まれるなど、知名度が上がるにつれて、ジビエ料理を出すレストランも増えてきている。
現在日本ではジビエを入手するには専門の業者・肉屋に依頼する方法が一般的であるが、国内の猟師とつながりのある肉屋、または食肉処理施設を持つ猟師から直接買い付ける方法もある。飲食店や販売店が狩猟者から直接仕入れることはできず、食品衛生法に基づく食肉処理業の営業許可を得た施設で解体する必要がある。2014年、厚生労働省は野生鳥獣肉の衛生管理に関する指針（ガイドライン）を策定し、狩猟から解体処理、加工、調理の際に守る衛生管理の方法を定めた。ただし違反しても罰則は無い。農林水産省は国産ジビエ認証制度で優れた食肉処理施設を認証している。認証機関は日本ジビエ振興協会である。ジビエの品質は年齢や性別など肉質が不揃いで当たり外れがあり、実際に捌いてみないと確認できない事も多い。また、費用や労力がかかる上に安定供給できない効率の悪い商材のため、相場感も独特である。ジビエの流通では信頼関係や目利き、経験が重要となる。
日本国内の多くの都道府県では、イノシシやシカなどによる農作物や樹木の食害に悩まされていることから、生息密度をコントロールするために、鳥獣被害対策実施隊を組織すると共に地元猟友会の協力を得て毎年一定量の「有害鳥獣駆除」を行っている。しかし捕獲された野生動物肉が食肉として利用されることは少ない。例えば2006年に長野県で駆除されたニホンジカ約9,200頭のうち、食肉となったのは820頭で僅か9%に過ぎない。大半はハンターに自家消費されたり、山中に埋設されたりしている。そうした中、2008年2月の『鳥獣による農林水産業等に係る被害防止のための特別措置に関する法律』が施行された以降は捕獲したシカを「モミジ鍋」ばかりではなくジビエとして消費を拡大し、特産物として地域振興につなげようという動きも多い。長野県下伊那郡大鹿村などでの取り組みが代表例として挙げられるが、近年は全国各地の自治体も取り組み始めている。獣肉を単に肉屋や地域特産物販売所に並べるだけでは地域振興にはならず、「販路の確保」と「調理法の普及」が重要であると指摘されている。
山梨県富士吉田市は2024年7月、シカやイノシシによる食害を減らし、持続可能な生態系バランスを目指す目的で富士山ジビエセンター「DEAR DEER(ディアディア)」を設置した。猟師が山麓で捕獲したシカやイノシシを処理してジビエとして加工するとともに、ソーセージ等の喫食・販売店舗も備えている。また、鳥獣被害やジビエに関する理解を深めるための展示、研修の開催も行なっている。
シカについては、人間用の食肉に向かない小さな駆除個体や消費しきれない分は、ペットフードに加工する取り組みも行われている。
前述の様な背景から、駆除した鳥獣の肉を有効利用し、地域振興にも生かすためジビエ料理の普及拡大を図る日本ジビエ振興協議会（後に日本ジビエ振興協会へ改称）が2012年に発足。流通加工技術の向上と情報交換のため、2015年には第一回ジビエサミットが開催された。日本ジビエ振興協会は、各地のジビエ肉処理施設をネットワーク化し、特定の部位（例えばシカの前脚や脛）の加工を集約して企業に供給したり、認証（後述）取得や捕獲者・場所から供給先までの履歴管理といった安全対策を強化したりする事業・計画を進めている。日本のジビエ肉流通量は2017年度で1230トン（農林水産省集計）であり、外食チェーン企業が本格導入した場合の需要急増に対応できるようにすることを目指す。これは、日本フードサービス協会が2019年11月～2020年2月に予定する「全国ジビエフェア」に対応した取り組みでもある。
日本ジビエ振興協会に加盟する地方自治体（10県12市町村）は2021年4月20日、ジビエ振興自治体連絡協議会を設立した。自衛隊との連携（ジビエ肉の駐屯地での消費、退職自衛官の捕獲・狩猟従事）を政府に要望した。
また前述・後述のような衛生面の問題を防ぐことも兼ねて、農林水産省は2018年5月18日に「国産ジビエ認証制度」を制定。認定した認証機関による審査を経て食肉処理施設の認証を行なっている。2025年7月時点で、全国に約770カ所あるジビエ処理施設のうち31施設が認証を取得している。
2021年度に、農産物被害防止で捕獲された野生鳥獣のうちジビエとして利用されたのは2127トンである。

## 危険性

### 食べることのリスク
解体までに獣医師による病原微生物や寄生虫の検査が行われておらず、リスクの高い肉と指摘されている。獣医師は、血液以外の体液が外に出ていないこと、人に悪影響を与える寄生虫や微生物由来の内臓の変色・変形、結節等がないことを確認してジビエ肉を流通させている。
寄生虫
寄生虫症、E型肝炎ウイルスや病原性大腸菌などの食中毒原因病原体に汚染されているため、生で食用とした場合、感染症を発症する恐れがある。厚生労働省は「よく加熱して食べる」ように注意を促している。2016年にクマ肉の焼き肉やカツに調理した料理を食べて、旋毛虫（トリヒナ）食中毒を発症した事例を受けて厚生労働省は、改めて『野生鳥獣肉の衛生管理に関する指針』（2014年）の遵守を求める通知を発した。
ジビエ肉を食べた当人に自覚症状などが出なくても、その献血から輸血された病人が、ジビエ肉由来の病原微生物により発症した例も報告されている。また、人だけでなくペットに対しても、獣生肉を与える事を止めるよう指摘している獣医師もいる。
肉胞子虫は、イノシシの筋肉の70%、シカの88%に生息する。
中国では、SARSコロナウイルスなどが発生したことから、野味と呼ばれる野生動物肉を規制している。
毒の危険
以下の動物は狩猟されて食されるが、喫食すると中毒症状を起こす可能性がある。そのため、国によっては食用を禁止されている。
- ヨーロッパウズラ ‐ ヨーロッパの地中海地方で狩猟されて喫食されるが、まれに有毒植物を食した個体によるとされるコターニズム（英語版）という中毒を起こす。
- ウミガメ ‐ 毒を持った藻類を食すことで毒化し、喫食した場合、ケロニトキシズム（英語版）という中毒を起こし、まれに死亡する[48]。
- ヤシガニ ‐ インド洋と中部太平洋で捕獲され、喫食されるが、毒のある果実により毒化している場合があり、死亡例がある[49]。

### 銃弾の重金属の影響
ノルウェーでは、大物に鉛の弾が使われていることから、妊婦や子供などにジビエ肉を控えるようノルウェー食品安全局が呼びかけている。

### 捕獲・解体の危険性
野生動物にはダニなどの吸血性節足動物が付着しているため、捕獲、運搬、解体作業時に直接の作業従事者以外にも従事者の家族や近隣住民も日本紅斑熱や重症熱性血小板減少症候群(SFTS) に感染するおそれがある。2014年に厚労省は一連の処理に係わるカラーアトラスとガイドラインを作成し発表している。

### 腹部に被弾した個体による食中毒
消化管の内容物が漏れ出して、可食部位が食中毒菌などに汚染されるため食用に適さなくなる。